# Neuritis vestibularis
Die Neuritis vestibularis, Neuronitis vestibularis oder Neuropathia vestibularis ist eine akute oder chronische Funktionsstörung des Gleichgewichtsorgans im Innenohr.

## Verbreitung
Die Inzidenz beträgt 3,5 pro 100.000 pro Jahr. Nach dem gutartigen Lagerungsschwindel und dem Morbus Menière ist sie die dritthäufigste peripher-vestibuläre Schwindelform. Das Erkrankungsmaximum liegt zwischen der 3. und 6. Lebensdekade.

## Pathogenese
Als Ursache der Erkrankung wird ein entzündlicher Prozess des Nervus vestibularis z. B. durch eine Virusinfektion oder -reaktivierung („Neuritis“) oder eine Durchblutungsstörung vermutet. Die genauen Krankheitsursachen sind noch unklar.

## Symptome
Bei akutem einseitigem Ausfall des Gleichgewichtsorgans kommt es zu Drehschwindel, Übelkeit und Erbrechen, Schweißausbrüchen und unwillkürlichen pendelnden Augenbewegungen.
Häufig wird auch ein horizontal rotierender Spontannystagmus mit der schnellen Komponente zum gesunden Ohr hin beobachtet (Ausfallnystagmus). Typisch ist auch eine Fallneigung im Sitzen oder Stehen zur kranken Seite (Rumpfataxie). Eine Störung des Hörsinns liegt nicht vor.

## Klinische Untersuchung
Bei der klinischen Untersuchung besteht ein Seitabweichen zur betroffenen Seite bei Durchführung des Unterberger-Tretversuchs.
Der vestibulookuläre Reflex ist ausgefallen.
Der Spontannystagmus nimmt beim Blick zur nicht betroffenen Seite zu.
Die Diagnosesicherung erfolgt durch eine Kalorikprüfung des Innenohrs durch einen Hals-Nasen-Ohrenarzt. Hier findet sich eine thermische Untererregbarkeit des Gleichgewichtsorgans bei Prüfung mit kaltem bzw. warmem Wasser oder Luft.

## Therapie
In der Akutsituation sollte Bettruhe eingehalten werden, da der Schwindel bei Kopfbewegungen zunimmt. Symptomatisch kann man kurzfristig Medikamente gegen den Schwindel einsetzen.
Studien zeigen, dass das Glucocorticoid Methylprednisolon kurzfristig zu einer Beschleunigung des Heilungsprozesses beiträgt. Die Therapie sollte über etwa eine Woche mit anschließender langsamer Dosisreduktion durchgeführt werden (Ausschleichung). Hierdurch wird eine bessere Wiederherstellung des Gleichgewichtsnervs erreicht.
Ein langfristiger Behandlungserfolg konnte in anderen Studien nicht belegt werden.
Wissenschaftlich unbegründet sind Infusionen mit Vasodilatoren (gefäßerweiternde Medikamente) oder mit rheologischen Medikamenten, die gerne bei anderen vestibulocochleären Störungen eingesetzt werden.
Sobald sich die Akutsymptomatik gelegt hat, sollte immer eine spezielle Physiotherapie die medikamentöse ergänzen, um das Gleichgewichtsorgan zu trainieren.

## Prognose
Der Verlauf ist günstig. Bei dem größten Teil der Patienten ist nach 12 Wochen der Gleichgewichtssinn wieder vollständig hergestellt, bei einem weiteren Anteil besteht zu diesem Zeitpunkt zumindest eine teilweise Besserung. Ein weiterer Anteil klagt aber auch nach einem Vierteljahr noch über Schwindel.
In bis zu 15 % der Fälle kommt es zusätzlich zu einem benignen paroxysmalen Lagerungsschwindel des betroffenen Ohres. Auch kann sich durch das traumatische Erlebnis eines anhaltenden organischen Drehschwindels ein phobischer Schwankschwindel einstellen. Rezidive sind selten, diese betreffen dann das andere Ohr.

## Sonderfall beidseitiger Labyrinthausfall
Bei chronischem beidseitigem Ausfall (bilateraler Vestibulopathie, BVP) kommt es zu Störungen der Steh- und Gehmotorik bei geschlossenen Augen oder im Dunkeln. Das kann zu Verlust der Raumorientierung führen (Risikosportarten oder Gefahrberufe können nicht mehr ausgeübt werden).
Ein beidseitiger Labyrinthausfall ist ein Charakteristikum der neurodegenerativen Erkrankung CANVAS, kann aber auch andere Ursachen (wie ein beidseitiger Morbus Menière oder eine stattgehabte Meningitis) haben.

## Differentialdiagnosen
- Morbus Menière
- Benigner paroxysmaler Lagerungsschwindel
- Schlaganfall
- Akustikusneurinom
- Pseudoneuritis vestibularis
- Basilarismigräne
- Vestibularisparoxysmie
- Perilymphfistel